# 一零八Fighters
《一零八Fighters》是一部以中國名著《水滸傳》為藍本的香港漫畫,作者為司徒劍僑。故事講述在北宋期間,一群空有大志和本領的奇人異士，因為時代敗壞，生活逼人，苦無向上流動機會，最後被逼落草為寇的一頁頁傳奇故事。漫畫着重表達了在利益當前,道德和仁義被逐漸遺忘的世道,尋覓人性中更有價值的東西如友情、義氣、熱血......

## 故事大綱
在故事中，根據小說《水滸傳》原來的設定，天罡三十六星人馬分成三派，活在平原城市的流寇，聚成「綠林好漢」；長居高山深澤之匪類，結成「八大山人」；游在大海湖泊之好漢，自稱「七海梟雄」！而地煞七十二星則是武林中最可怕的魔教成員，三十六天罡星三派人馬本來互相爭鬥，但在及時雨宋江穿針引線下，三派將會聯成一線，共同對抗七十二地煞星的挑戰。

## 主要人物

### 綠林好漢
- 林沖-前八十萬教軍總教頭,綽號「人間無敵」。
- 魯智深-宋江之知己兼保護神,「綠林好漢」之二號神級高手。
- 史進-師父(實為其父)為「五代奇人」王進
- 盧俊義-「綠林好漢」之第一把交椅
- 五代奇人」王進- 史進師父，實為其父，本為讀書人，後自創神功並成為第一任八十萬教軍總教頭及洪太師(洪慧)夫君，後因走火入魔而身形大變，帶走史進，第二章開頭帶走樊瑞之箱子及救了已服解藥的宋江。武功:五代奇書-九子龍靈氣、空玄奇勁、森羅萬象劫、 、

### 八大山人
- 武松-綽號「武林最強」。武器為「殺虎」。
- 吳用-「八大山人」之山主

### 七海梟雄
- 公孫勝-「七海梟雄」之首席,曾擔任「『人間無敵』對『武林最強』」一戰中擔任公證。

### 魔教
原為「摩尼教」,領導者為樊噲。原是一群劫富濟貧的人士,因關邊大荒,而劫官倉,惜被朝廷以八十萬禁軍平亂,樊噲被逼敗走關外。但朝廷為粉飾太平,將「摩尼教」宣稱為無惡不作的「魔教」。
- 樊噲-首任魔教教主,樊瑞之父。
- 樊瑞-第二任魔教教主,樊噲長子,綽號「混世魔王」。偶得天外奇石「巨神铎」，啟發智慧天賦，创【神魔大典七十二宗卷】，內容威力惊世，博大精深，更被中原人视作「妖术」和「魔法」。樊瑞更毫不吝啬，把【神魔大典七十二宗卷】分传于部下，魔教才得以迅速壮大，第二章開頭被時遷以「十方幻界」困住，但於第三章再次甦醒並與梁山泊作對。神魔大典七十二卷武功:十方幻界、魔渡劍流、魔渡刀訣、鳳凰不動心、無生爪道、焚身煉火、
- 時遷-第三任魔教教主,精神力、幻術與結界的天才，本作最強的人，將神魔大典七十二宗卷之「十方幻界」修煉至前無古人的神魔境界，甚至超脫人身，達到借體重生，真正天下無敵的境界。武功:十方幻界(第三層空體轉念；原本只有一層的功法，時遷修練後創造修改變成了三層)、魔渡劍流、魔渡刀訣、無生爪道、惡魔斬殺陣、武當聖極輪、拈花手、少林大力金剛掌、金鐘罩十二關、丐幫降龍腿、

### 北宋朝廷
- 高俅-天下第一奸臣。宋江之前女友。

### 其他
- 莫三爺-綽號「中京刀神」。
- 戴宗-跑步極快。
- 李逵-身型巨大,其貌不揚。每人都以為他是無惡不作的殺人王,但其實是個好人,很喜歡孩子、從不食言且十分孝順父母。
- 柴進
- 宋江-綽號「流宼王」。不懂武功」,武器為「半個腦袋」。

## 外部連結
- 一零八Fighters的Facebook專頁